# Istori Haparhi
Istori Haparhi (héberül: אֶשְׁתוֹרִי הַפַּרְחִי), (Florenca, 1282 körül – Palesztina, 1357 körül) középkori zsidó földrajzi író.

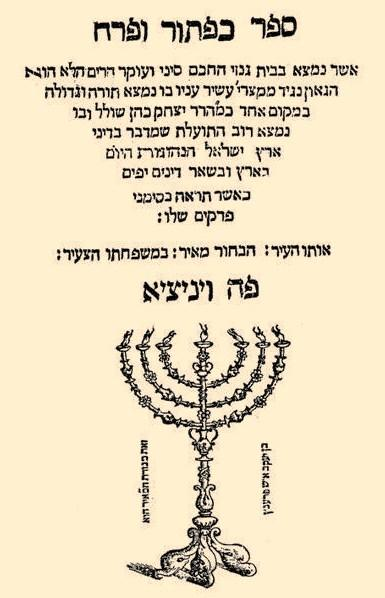
A Kaftór Ve-ferakh 1549-es velencei kiadásának címlapja

A hispániai Florencából származott, később azonban kivándorolt a Szentföldre. Itt írta 60 fejezetből álló Kaftór Ve-ferakh ('Bimbó és rügy') című művét, amely Palesztina topográfiáját tartalmazza. Az alkotás részletességben meghaladja Tudelai Benjámin könyvének vonatkozó részét.